# آبي (لاتفيا)
آبي (بالإنجليزية: Ape, Latvia)‏ هي مدينة تقع في لاتفيا في بلدية آبي ‏. يقدر عدد سكانها بـ 1,857 نسمة ومساحتها 128 كم2 .